# Diablintes
Els diablintes eren un poble gal esmentat per Juli Cèsar com aliats dels vènets i altres pobles de l'Armòrica. Diu que vivien entre els mòrins i els menapis. Plini el Vell els anomena diablindi, i els situa a la Lugdunense junt amb els Cariosvelites i rèdons. Claudi Ptolemeu no els esmenta directament, però són els mateixos que ell anomena aulercs diaúlites (junt amb els aulercs cenòmans).

## Territori
La capital dels diablintes era Noeodunum, probablement la ciutat que la taula de Peutinger senyala com a Nudium. La Notitia imperium al començament del segle V esmenta Civitas Diablintum dins la província Lugndunensis Tertia. Al segle VII apareix Diablintica al pagus Cenomanicus (Le Mans). Aquesta ciutat era probablement la mateixa Diablintum dels romans i estava a la vora del riu Aron, un afluent del Mayenne, i és l'actual Jubleins.
El seu territori no era gaire gran, i probablement es va veure inclòs dins el territori dels cenòmans.